# Valérie Lemercier
Valérie Lemercier, IPA: [va.le.ʁi lə.mɛʁ.sje], (Dieppe, Haute-Normandie megye, Franciaország, 1964. március 9.), háromszoros César-díjas francia színpadi és filmszínésznő, filmrendező, forgatókönyvíró, énekesnő, humorista. Magyarországon egyik ismert alakítása Béatrice és Frénégonde kettős szerepe a Jöttünk, láttunk, visszamennénk című 1993-as kalandfilm-vígjátékban.

## Élete
Tehetős gazdálkodó családban született. Apja, Joseph Lemercier a település polgármestere volt. Anyja, Odile Prévost a háztáji gazdaságban dolgozott, gyermekeivel együtt. Burgonyát, lent, répaféléket és vetőgabonát termeltek. Három lánytestvérével együtt Valérie Gonzeville-ben (Seine-Maritime megyében) töltötte gyermekkorát, majd Rouen-ben a Regionális Konzervatóriumban (Conservatoire à rayonnement régional de Rouen) tanult színészmesterséget, Jean Chevrin (1928–1987) keze alatt. Tizennyolc éves korában jelent meg először a tév képernyőjén, a Jean-Pierre Foucault által vezetett L’Académie des neuf vetélkedőműsorának 1982. október 22-én a játék résztvevőjeként és kérdezőként is közreműködött.
Televíziós színészként először 1988-ban, a Jean-Michel Ribes által rendezett Palace Hotel című televíziós vígjátéksorozatában jelent meg, több szerepben (Lady Palace / Madame Stuks / a jó ízlés őrzője), Pierre Arditi és Jean Carmet társaságában. Itt megcsillogtathatta finom humorérzékét. A következő évben jelent meg először a filmvásznon, Louis Malle rendező Milou májusban című filmjében. A forgatáskor 24 éves színésznő a filmben egy ötvenes éveiben járó asszonyt alakított. A sorozatban szerzett népszerűségét a színpadon kamatoztatta, 1989-ben és 1990-ben a párizsi Palais-Royal színházában Valérie Lemercier au Splendid címmel önálló műsort kapott. Ugyanebben a színházban 1990-ben játszott Georges Feydeau: Rövid póráz (Un fil à la patte) című vígjátékában, amelyet Pierre Mondy vitt színre.
Sikert aratott Jean-Marie Poiré rendező 1991-es Marhakonzerv-akció című akció-vígjátékában, Jean Reno, Christian Clavier és Isabelle Renauld társaságában, és Poiré 1993-as Jöttünk, láttunk, visszamennénk című vígjáték egyik főszerepében, ahol ugyancsak Reno és Clavier mellett játszott. 1993-ban és 1994-ben a francia Les Enfoirés művészegyüttessel zenés jótékonysági rendezvényeken lépett fel.
Filmes munkájáért eddig négy alkalommal jelölték César-díjra. 1994-ben és 2007-ben elnyerte a legjobb női mellékszereplőnek járó César-díjat a Jöttünk, láttunk, visszamennénk-ben (Les visiteurs) játszott kettős szerepéért, és a Művészlelkekben (Fauteuils d′orchestre) nyújtott alakításáért.
1997 óta forgatókönyvíróként és filmrendezőként is dolgozik, eddig (2024-ig) hat filmet készített, melyekben maga is szerepelt. 2020-ben mutatták be Aline – A szerelem hangja (Aline) című filmjét, amely Céline Dion énekesnő életét dolgozza fel, ebben Lemercier – Aline Dion „beszélő név” alatt – magát a címszerepet alakította.

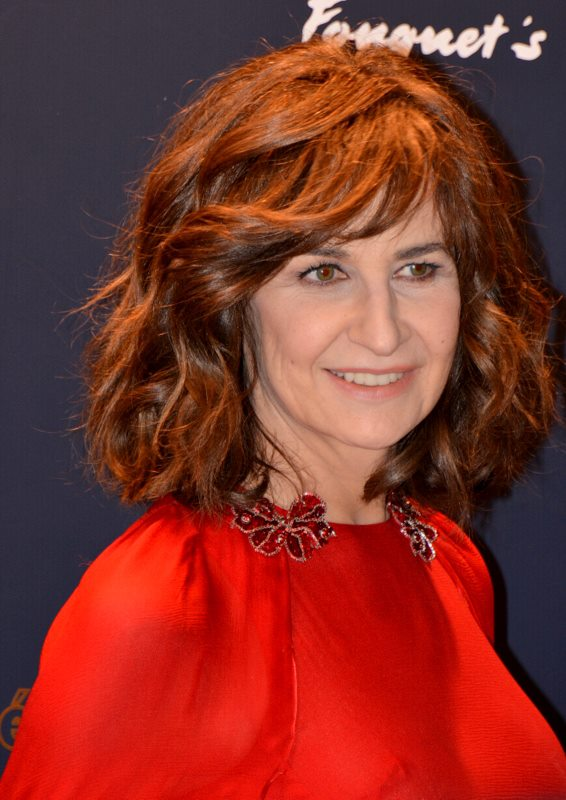
A 2017-es César-díjosztón

## Főbb filmszerepei
- 2023: L’arche de Noé; Noëlle
- 2018–2022: 50 nuances de Grecs; animációs tévésorozat; Pénélopé hangja
- 2022: Tűz a szívben (Fireheart); animációs; Pauline hangja
- 2022: A hónap dolgozója (Irréductible); a tudományos központ vezetője
- 2020: Aline – A szerelem hangja (Aline); Aline Dieu [rendező is]
- 2020: Josep; Valentin anyja
- 2020: Forte; Sissi
- 2018: Neuilly sa mère, sa mère!; Brigitte
- 2017: Marie-Francine; Marie-Francine / Marie-Noëlle [rendező is]
- 2014: A kis Nicolas nyaral (Les vacances du petit Nicolas); Nicolas anyja
- 2013: 100% cachemire; Aleksandra Cohen-Le Foulon [rendező is]
- 2012: Main dans la main; Hélène Marchal
- 2012: Asterix és Obelix: Isten óvja Britanniát (Astérix & Obélix: Au service de sa Majesté); Miss Macintosh
- 2012: Szia nagyi, Isten veled! (Adieu Berthe – L’enterrement de mémé); Alix
- 2011: Üdv a fedélzeten! (Bienvenue à bord); Isabelle
- 2011: Csajok Monte Carlóban (Monte Carlo); Madame Valérie
- 2009: Nicolas az iskolában (Le petit Nicolas); Nicolas anyja
- 2009: Neuilly sa mère!; Charles mamája
- 2008: Milyen bőr van a képeden? (Agathe Cléry); Agathe Cléry
- 2007: L’invité; Colette
- 2006: Kék papagáj (Le héros de la famille); Pamela
- 2006: Művészlelkek (Fauteuils d’orchestre); Catherine Versen
- 2005: Királyi kalamajka (Palais royal!); Armelle hercegnő [rendező is]
- 2005: A bűvös körhinta (The Magic Roundabout); animációs; Azalée hangja
- 2004: Narco – Belevaló bealvós (Narco); a híres komika
- 2004: RRRrrrr!!!; Pierre, a gitáros varroda tanárnő
- 2003: Samedi soir en direct; tévésorozat; több szerepben
- 2002: Vendredi soir; Laure
- 1999: Le derrière; Frédérique Sénèque [rendező is]
- 1997: Quadrille; Paulette Nanteuil [rendező is]
- 1995: Sabrina; Martine
- 1994: Casque bleu; Laurette
- 1994: A félelem városa (La cité de la peur); Jacques úr özvegye
- 1993: Jöttünk, láttunk, visszamennénk (Les visiteurs); Frénégonde de Pouille / Béatrice de Montmirail
- 1992: Sexes faibles!; Maud La Chesnay
- 1992: Le bal des casse-pieds; Madame Breteille
- 1991: Marhakonzerv-akció (L’opération Corned Beef); Marie-Laurence Granianski
- 1990: Milou májusban (Milou en mai); Madame Boutelleau
- 1988–1989: Palace Hotel (Palace); tévésorozat; több szerepben (Lady Palace / Madame Stuks / …)

| - 2020: Aline – A szerelem hangja (Aline) [címszereplő is] - 2017: Marie-Francine [címszereplő is] - 2013: 100% cachemire [főszereplő is] - 2005: Királyi kalamajka (Palais royal!) [szereplő is] - 1999: Le derrière [főszereplő is] - 1997: Quadrille [főszereplő is] | - 1996: Valérie Lemercier chante - 1996: Comme beaucoup de messieurs (duett, The Divine Comedy-vel) - 2006: J’ai un mari (duett Pascale Borellel) - 2007: Pourquoi tu t’en vas? (duett Christophe Willemmel) - 2007: Peter and the Wolf (mesélő) - 2007: Le coup de soleil (duett Vincent Delerm-mel) |

## További információ
- Valérie Lemercier a PORT.hu-n (magyarul)
- Valérie Lemercier az Internetes Szinkronadatbázisban (magyarul)
- Valérie Lemercier az Internet Movie Database-ben (angolul)
- Valérie Lemercier a Rotten Tomatoeson (angolul)
- Valérie Lemercier az AlloCiné weboldalán (franciául)
- Valérie Lemercier (angol nyelven). famousfix.com. (Hozzáférés: 2024. január 19.)
- Valérie Lemercier (német nyelven). Filmdienst.de